# 伊比亚拉
伊比亚拉是巴西帕拉伊巴州的一个市镇。总面积244.48平方公里，总人口6235人，人口密度25.5人/平方公里。